# Водолазы (род жуков)
Водолазы (лат. Dryops) — род жуков из семейства прицепышей. В ископаемом состоянии известны с олигоцена (†Dryops eruptus).

## Описание
Переднеспинка на боках диска с продольной бороздкой. Глаза в густых торчащих волосках. Верхняя часть тела в густых длинных, наклонённых по направлению назад волосках и между ними с короткими прилегающими волосками. Передние и средние тазики умеренно раздвинутые.

## Систематика
Некоторые виды:
- Dryops algiricus (Lucas, 1846)
- Dryops anglicanus Edwards, 1909
- Dryops arizonensis Schaeffer, 1905
- Dryops caspius (Ménétriés, 1832)
- Dryops championi Dodero, 1918
- Dryops costae (Heyden, 1891)
- Dryops doderoi Bollow, 1936
- †Dryops eruptus Wickham, 1911
- Dryops gracilis (Karsch, 1881)
- Dryops striatellus (Fairmaire & Brisout, 1859)
- Dryops subincanus (Kuwert, 1890)
- Dryops sulcipennis (Costa, 1883)